# اتحاد اللغة الهولندية

العالم الناطق بالهولندية.

اتحاد اللغة الهولندية (بالهولندية: Nederlandse Taalunie) هو مؤسسة دولية لمناقشة القضايا المتصلة باللغة الهولندية. تأسست في يوم 9 سبتمبر عام 1980 من قبل هولندا وبلجيكا (في ما يتعلق بالجماعة الفلمندية). سورينام أصبحت تابعة للاتحاد منذ عام 2005.

## اللغة الهولندية المشتركة
اللغة الهولندية الفصحى

## الدول الأعضاء
هولندا عضو مؤسس (1980)
بلجيكا عضو مؤسس (1980)
سورينام عضو منضم (2005)

## الوصلات الخارجية
- الرسمي
- Treaty Textنص المعاهدة